# Gross Barmen
22°6′0″S 16°45′0″E / -22.10000, 16.75000
Gross Barmen (en alemán: Groß Barmen) es un asentamiento histórico y un balneario de recreo en el río Swakop, en el centro de Namibia, al norte de Windhoek. Está situado en la carretera del distrito 1972, a 25 km al sudeste de Okahandja en la región de Otjozondjupa. Su proximidad a la capital Windhoek la convierte en un destino popular de fin de semana para los locales.

## Historia
Conocido originalmente como Otjikango (Otjiherero: "fuente grande"), el sitio fue habitado por el pueblo herero. Cuando los misioneros wesleyanos llegaron a Windhoek en 1844 por invitación de Jonker Afrikaner, los misioneros renanos Carl Hugo Hahn y Franz Heinrich Kleinschmidt, que ya residían allí desde 1842, temieron el conflicto y se trasladaron a Otjikango. Aquí establecieron la primera estación misionera renana en el Herero a finales de 1844. Llamaron al lugar Barmen en honor a la ciudad Barmen (hoy parte de Wuppertal) en Alemania donde se encontraba la sede de la Sociedad Misionera Renana. Las ruinas de la casa misionera son todavía visibles.
En ese momento, la red de carreteras en el  África sudoccidental se estaba desarrollando bajo la supervisión, y por iniciativa, de Jonker Afrikaner. Hahn y Kleinschmidt iniciaron la creación de un camino de Windhoek a Barmen vía Okahandja, y en 1850 este camino, más tarde conocido como Alter Baiweg (Camino de la Bahía Vieja), se amplió vía Otjimbingwe a Walvis Bay. Esta ruta se convirtió en una importante conexión comercial entre la costa y Windhoek y estuvo en uso hasta 1900, cuando se puso en servicio la línea de ferrocarril desde Swakopmund.
Hahn enseñó técnicas agrícolas occidentales e intentó asentar al Herero en Otjikango, pero el Herero abandonó la zona para escapar de los recurrentes ataques del Nama de Jonker Afrikaner en 1850, especialmente tras su victoria en Okahandja en agosto de 1950. Se ordenó a Hahn que se reportara a Alemania, pero fue reasignado a Kaapstad en noviembre de 1852. Como los misioneros wesleyanos habían abandonado Windhoek por las incursiones de Jonker, Hahn fue contratado para ocupar su lugar pero no lo aseguró y llegó de nuevo a Barmen el 13 de septiembre de 1853. A principios de 1856, regresó, pero esta vez se estableció en Otjimbingwe donde el Herero se había refugiado.
El siguiente misionero renano en establecerse en Gross Barmen fue el reverendo Peter Heinrich Brincker. Se casó el 10 de febrero de 1864, y poco después reanudó el ministerio en la estación. Tuvo que huir para salvar su vida de los ataques de Nama a la estación no menos de siete veces, sólo para reasentarla de nuevo. Cuando los residentes de la estación huyeron finalmente en 1866, Brincker volvió a Otjimbingwe, pero unos meses más tarde volvió a Gross Barmen porque el Herero del Este, o Mbandjeru, se había establecido allí inesperadamente. Tuvo cierto éxito evangelizando a ellos, pero se quedó estancado cuando se fueron para unirse al jefe Maharero en Okahandja. Volviendo a Otjimbingwe una vez más, Brincker volvería a Gross Barmen en 1869, cuando la guerra estaba casi terminada. Se puso a reconstruir inmediatamente la estación, esta vez con una escuela y una iglesia. En los años que siguieron a la llamada «Paz de Okahandja» (13 de septiembre de 1870), que los misioneros fomentaron durante una década, contaba con 251 residentes y 130 niños que asistían a la escuela. Después de una visita a Alemania en febrero de 1880, Brincker regresó al suroeste de África alemana, pero esta vez fue en cambio a Otjimbingwe.
La estación de misión estuvo en funcionamiento hasta el comienzo de la  Guerra de Herero en 1904, pero fue destruida por los insurgentes de Herero. El asentamiento también contaba en ese momento con una comisaría de policía[2] y un fuerte militar que fue demolido durante el levantamiento. El pueblo fue destruido por el incendio de las tropas coloniales alemanas bajo el mando del teniente Eugen Mansfeld el 17 de febrero de 1904.

## Las aguas termales
El centro recreativo de Gross Barmen fue construido en 1977. El agua del manantial caliente proviene de una profundidad de 2500 m. Sale de la tierra a 65 °C y se enfría a unos 40 °C para el baño termal.
Gross Barmen está administrada por Namibia Wildlife Resorts (NWR), la empresa responsable de todos los parques nacionales y las zonas de recreo oficiales de Namibia. Además de los baños termales, contaba con una estación de servicio, un restaurante y alojamiento hasta 2010, pero se convirtió en el mayor generador de pérdidas de NWR. Ahora se encuentra en un período de reconstrucción y expansión y estaba previsto que se reabriera en 2013.